# Kasımpaşa SK
A Kasımpaşa Spor Kulübü egy török labdarúgócsapat Isztambul Beyoğlu kerületében. Hazai meccseit a Recep Tayyip Erdoğan Stadionban, Beyoğlu Kasımpaşa területén játssza.

## Története
A Kasımpaşát 1921-ben alapították Altıntuğ néven. Az Isztambuli labdarúgó-bajnokságban játszott 1939 és 1945, majd 1946 és 1959 között. A klub feljutott a Türkiye Ligibe 1959-ben, és 5 szezont töltött ott, legjobb helyezésük egy 5. hely volt az 1961–62-es szezonban.
2007. május 30-án a csapat 43 év után története során másodszor jutott fel a Süper Ligbe. Egy, az Altay elleni drámai meccsen a Kasımpaşa kétszer jött vissza hátrányból, büntetőpárbajra kényszerítve ellenfelét, amit 4–3-ra megnyert. Részt vettek a Süper Lig 2007–08-as szezonjában is, de kiestek a TFF első osztályba. A Kasımpaşa 2009. május 17-én jutott fel története során harmadszor az élvonalba, miután hosszabbításban 2–1-re győzték le a Karşıyaka csapatát Ankarában.
A csapat maradt a török labdarúgás legmagasabb osztályában, és a 2009–10 szezonjában, mialatt idegenben kiütötték a Fenerbahçét 3-1-re, és a Beşiktaşt otthon ugyanazzal az eredménnyel a kupában. A bajnokságban megverték otthon a Trabzonsport is, szintén 3-1-es eredménnyel. A 2010–11 szezon előtt a Kasımpaşa legfontosabb játékosai közül elvesztett néhányat Yılmaz Vural edző döntései miatt, közvetlenül a szezonkezdet előtt.
Miután a csapat meggyengült, rossz eredményeket ért el, és a szezon végén kiesett. A 2011–12-es szezonban a csapat gyorsan visszatért a Süper Ligbe az ankarai play-off meccsek után. Először a Konyasport győzték le az idegenbeli 2–0 után otthon 4–0-ra. Az Adanaspor elleni döntőben 2012. május 27-én drámai meccsen győztek 3-2-re. 2007 óta ez volt a harmadik egymást követő győzelmük play-off döntőkben. Így ők képviselhették a környéket a Süper Lig 2012–13 szezonjában. Sötét lóként versenyzett az Európa-ligát érő helyekért, de az utolsó pár meccsen rossz teljesítményt nyújtottak, végül a Kasimpasa hatodik lett, öt ponttal lemaradva a Bursasportól és az Európa-ligát érő negyedik helytől.

## Játékosok

### Jelenlegi keret
| #  |     | Poszt | Név                |
| -- | --- | ----- | ------------------ |
| 1  | TUR | K     | Ramazan Köse       |
| 3  | TUN | V     | Oussama Haddadi    |
| 5  | TUR | KP    | Tarkan Serbest     |
| 6  | KOS | KP    | Loret Sadiku       |
| 7  | TUR | CS    | Anıl Koç           |
| 9  | GUI | CS    | Bengali-Fodé Koita |
| 10 | BIH | KP    | Haris Hajradinović |
| 11 | TUR | CS    | Yusuf Erdoğan      |
| 15 | CIV | CS    | Gerard Gohou       |
| 17 | TUR | V     | Ahmet Oğuz         |
| 18 | TUR | V     | Evren Eren Elmali  |
| 19 | GUI | V     | Julian Jeanvier    |
| 20 | BRA | KP    | Alan               |
| 21 | HUN | KP    | Varga Kevin        |

| #  |     | Poszt | Név                 |
| -- | --- | ----- | ------------------- |
| 22 | GER | K     | Erdem Canpolat      |
| 23 | TUR | V     | Feyzi Yıldırım      |
| 24 | BEL | KP    | Mickaël Tirpan      |
| 25 | CZE | V     | Tomáš Břečka        |
| 30 | BIH | CS    | Armin Hodžić        |
| 33 | TUR | K     | Ertuğrul Taşkıran   |
| 35 | TUR | KP    | Aytaç Kara          |
| 37 | TUR | V     | Çağtay Kurukalıp    |
| 55 | TUR | CS    | Yasin Dülger        |
| 67 | TUR | K     | Mehmet Enes Sari    |
| 77 | TUR | CS    | Azad Toptik         |
| 94 | KOS | V     | Florent Hadergjonaj |
|    | NED | KP    | Doğucan Haspolat    |
|    | GHA | CS    | Gilbert Koomson     |

### Tartalékok
| #  |     | Poszt | Név          |
| -- | --- | ----- | ------------ |
| 34 | TUR | V     | Mert Kula    |
| 35 | TUR | KP    | Kaan Bulut   |
| 95 | TUR | V     | İdris Cengiz |

## Liga részvételek
- Süper Lig: 1959–64, 2007–08, 2009–11, 2012–
- TFF 1. Lig: 1964–68, 1989–92, 1997–2000, 2006–07, 2008–09, 2011–12
- TFF 2. Lig: 1968–79, 1984–89, 1992–97, 2000–01, 2005–06
- TFF 3. Lig: 2001–05
- Bölgesel Amatör Lig: 1979-1984

## Edzők
| Név               | Nemzetiség | Munkavégzés kezdete  | Munkavégzés vége     |
| ----------------- | ---------- | -------------------- | -------------------- |
| Akif Başaran      | TUR        | 2005. január 17.     | 2007. június 1.      |
| Kadir Özcan       | TUR        | 2007. március 30.    | 2007. október 1.     |
| Werner Lorant     | GER        | 2007. október 6.     | 2007. december 3.    |
| Uğur Tütüneker    | TUR        | 2007. december 18.   | 2009. március 11.    |
| Besim Durmuş      | TUR        | 2009. március 11.    | 2009. szeptember     |
| Yılmaz Vural      | TUR        | 2009. szeptember 7.  | 2010. december 30.   |
| Fuat Çapa         | TUR        | 2011. január 5.      | 2011. május 25.      |
| Uğur Tütüneker    | TUR        | 2011. június 1.      | 2012. március 26.    |
| Metin Diyadin     | TUR        | 2012. március 28.    | 2012. szeptember 24. |
| Fuat Kılıç (mb.)  | GER        | 2012. szeptember 24. | 2012. október 7.     |
| Sota Arveladze    | GEO        | 2012. október 7.     | 2015. március 18.    |
| Önder Özen        | TUR        | 2015. április 14.    | 2015. június 29.     |
| Riza Calimbay     | TUR        | 2015. július 7.      | 2016. szeptember 16. |
| Kemal Özdes       | TUR        | 2016. szeptember 16. | 2018. október 1.     |
| Mustafa Denizli   | TUR        | 2018. október 4.     | 2019. május 14.      |
| Ilyas Öztürk      | TUR        | 2019. május 15.      | 2019. május 27.      |
| Kemal Özdes       | TUR        | 2019. június 13.     | 2019. december 1.    |
| Tayfur Havutçu    | TUR        | 2019. december 4.    | 2020. január 19.     |
| Fuat Capa         | TUR        | 2020. február 6.     | 2020. július 27.     |
| Mehmet Altiparmak | TUR        | 2020. augusztus 11.  |                      |

## Fordítás
Ez a szócikk részben vagy egészben  a   Kasımpaşa Spor Kulübü című angol Wikipédia-szócikk ezen változatának fordításán alapul.  Az eredeti cikk szerkesztőit annak laptörténete sorolja fel. Ez a jelzés csupán a megfogalmazás eredetét és a szerzői jogokat jelzi, nem szolgál a cikkben szereplő információk forrásmegjelöléseként.

## Külső hivatkozások
- Hivatalos honlap